# Carolina di Meclemburgo-Strelitz
Carolina di Meclemburgo-Strelitz (tedesco: Caroline Charlotte Marianne von Mecklenburg-Strelitz) (Neustrelitz, 10 gennaio 1821 – Neustrelitz, 1º giugno 1876) fu principessa ereditaria di Danimarca.

## Biografia
Era la figlia di Giorgio di Meclemburgo-Strelitz, e di sua moglie, Maria d'Assia-Kassel.

## Matrimonio
Sposò, il 10 giugno 1841, il principe ereditario di Danimarca Federico, il quale era al secondo matrimonio. La coppia non ebbe figli.
Molto presto, il matrimonio si rivelò molto infelice, dovuto in gran parte al cattivo temperamento del marito, che aveva problemi di alcool ed era un donnaiolo. Carolina, che fu descritta come timida e nervosa, non aveva la capacità di calmare il marito.
Dopo una visita ai suoi genitori in Germania, nel 1844, Carolina si rifiutò di tornare in Danimarca. Nel 1846 Federico divorziò da Carolina e lei tornò nella residenza della famiglia paterna a Neustrelitz. Qui trascorse la sua vita, senza mai risposarsi. 

## Morte
Morì il 1º giugno 1876 a Neustrelitz. Fu sepolta a Mirow.

## Ascendenza
|                                           |                            |                                                        | Genitori                                                              |  |  | Nonni |  |  | Bisnonni                                        |  |  | Trisnonni                                  |  |
|                                           |                            |                                                        |                                                                       |  |  |       |  |  | Carlo Ludovico Federico di Meclemburgo-Strelitz |  |  | Adolfo Federico II di Meclemburgo-Strelitz |  |
|                                           |                            |                                                        |                                                                       |  |  |       |  |  | Carlo Ludovico Federico di Meclemburgo-Strelitz |  |  | Adolfo Federico II di Meclemburgo-Strelitz |  |
|                                           |                            | Cristiana Emilia di Schwarzburg-Sonderhausen           |                                                                       |  |  |       |  |  | Carlo Ludovico Federico di Meclemburgo-Strelitz |  |  |                                            |  |
| Carlo II di Meclemburgo-Strelitz          |                            |                                                        |                                                                       |  |  |       |  |  | Carlo Ludovico Federico di Meclemburgo-Strelitz |  |  |                                            |  |
|                                           |                            | Elisabetta Albertina di Sassonia-Hildburghausen        | Ernesto Federico I di Sassonia-Hildburghausen                         |  |  |       |  |  |                                                 |  |  |                                            |  |
|                                           |                            | Elisabetta Albertina di Sassonia-Hildburghausen        | Ernesto Federico I di Sassonia-Hildburghausen                         |  |  |       |  |  |                                                 |  |  |                                            |  |
|                                           |                            | Elisabetta Albertina di Sassonia-Hildburghausen        | Sofia Albertina di Erbach-Erbach                                      |  |  |       |  |  |                                                 |  |  |                                            |  |
| Giorgio di Meclemburgo-Strelitz           |                            | Elisabetta Albertina di Sassonia-Hildburghausen        |                                                                       |  |  |       |  |  |                                                 |  |  |                                            |  |
|                                           |                            | Giorgio Guglielmo d'Assia-Darmstadt                    | Luigi VIII d'Assia-Darmstad                                           |  |  |       |  |  |                                                 |  |  |                                            |  |
|                                           |                            | Giorgio Guglielmo d'Assia-Darmstadt                    | Luigi VIII d'Assia-Darmstad                                           |  |  |       |  |  |                                                 |  |  |                                            |  |
|                                           |                            | Giorgio Guglielmo d'Assia-Darmstadt                    | Dorotea Carlotta di Brandeburgo-Ansbach                               |  |  |       |  |  |                                                 |  |  |                                            |  |
| Federica Carolina Luisa d'Assia-Darmstadt |                            | Giorgio Guglielmo d'Assia-Darmstadt                    |                                                                       |  |  |       |  |  |                                                 |  |  |                                            |  |
|                                           |                            | Maria Luisa Albertina di Leiningen-Dagsburg-Falkenburg | Cristiano Carlo Reinardo di Leiningen-Dachsburg-Falkenburg-Heidesheim |  |  |       |  |  |                                                 |  |  |                                            |  |
|                                           |                            | Maria Luisa Albertina di Leiningen-Dagsburg-Falkenburg | Cristiano Carlo Reinardo di Leiningen-Dachsburg-Falkenburg-Heidesheim |  |  |       |  |  |                                                 |  |  |                                            |  |
|                                           |                            | Maria Luisa Albertina di Leiningen-Dagsburg-Falkenburg | Caterina Polissena di Solms-Rödelheim                                 |  |  |       |  |  |                                                 |  |  |                                            |  |
| Carolina di Meclemburgo-Strelitz          |                            | Maria Luisa Albertina di Leiningen-Dagsburg-Falkenburg |                                                                       |  |  |       |  |  |                                                 |  |  |                                            |  |
|                                           | Federico II d'Assia-Kassel | Guglielmo VIII d'Assia-Kassel                          |                                                                       |  |  |       |  |  |                                                 |  |  |                                            |  |
|                                           | Federico II d'Assia-Kassel | Guglielmo VIII d'Assia-Kassel                          |                                                                       |  |  |       |  |  |                                                 |  |  |                                            |  |
|                                           | Federico II d'Assia-Kassel | Dorotea Guglielmina di Sassonia-Zeitz                  |                                                                       |  |  |       |  |  |                                                 |  |  |                                            |  |
| Federico d'Assia-Kassel                   | Federico II d'Assia-Kassel |                                                        |                                                                       |  |  |       |  |  |                                                 |  |  |                                            |  |
|                                           |                            | Maria di Hannover                                      | Giorgio II di Gran Bretagna                                           |  |  |       |  |  |                                                 |  |  |                                            |  |
|                                           |                            | Maria di Hannover                                      | Giorgio II di Gran Bretagna                                           |  |  |       |  |  |                                                 |  |  |                                            |  |
|                                           |                            | Maria di Hannover                                      | Carolina di Brandeburgo-Ansbach                                       |  |  |       |  |  |                                                 |  |  |                                            |  |
| Maria di Assia-Kassel                     |                            | Maria di Hannover                                      |                                                                       |  |  |       |  |  |                                                 |  |  |                                            |  |
|                                           |                            | Carlo Guglielmo di Nassau-Usingen                      | Carlo di Nassau-Usingen                                               |  |  |       |  |  |                                                 |  |  |                                            |  |
|                                           |                            | Carlo Guglielmo di Nassau-Usingen                      | Carlo di Nassau-Usingen                                               |  |  |       |  |  |                                                 |  |  |                                            |  |
|                                           |                            | Carlo Guglielmo di Nassau-Usingen                      | Cristiana Guglielmina di Sassonia-Eisenach                            |  |  |       |  |  |                                                 |  |  |                                            |  |
| Carolina di Nassau-Usingen                |                            | Carlo Guglielmo di Nassau-Usingen                      |                                                                       |  |  |       |  |  |                                                 |  |  |                                            |  |
|                                           |                            | Carolina Felicita di Leiningen-Dagsburg                | Cristiano Carlo Reinardo di Leiningen-Dachsburg-Falkenburg-Heidesheim |  |  |       |  |  |                                                 |  |  |                                            |  |
|                                           |                            | Carolina Felicita di Leiningen-Dagsburg                | Cristiano Carlo Reinardo di Leiningen-Dachsburg-Falkenburg-Heidesheim |  |  |       |  |  |                                                 |  |  |                                            |  |
|                                           |                            | Carolina Felicita di Leiningen-Dagsburg                | Caterina Polissena di Solms-Rödelheim                                 |  |  |       |  |  |                                                 |  |  |                                            |  |
|                                           |                            | Carolina Felicita di Leiningen-Dagsburg                |                                                                       |  |  |       |  |  |                                                 |  |  |                                            |  |